# Ростовцев, Илья Сергеевич
Илья Сергеевич Ростовцев (3 августа 1954 — 18 марта 2018) — советский борец классического стиля, чемпион СССР, мастер спорта СССР международного класса. Увлёкся борьбой в 1968 году. Представлял спортивное общество «Труд» (Ростов-на-Дону). Участвовал в девяти чемпионатах СССР (1974-1982). Выступал в полулёгкой весовой категории (до 57 кг).

## Спортивные результаты
- Чемпионат СССР по классической борьбе 1981 года — ;
- Гран-при Ивана Поддубного 1981 года — ;